# محمود محمد الحمصي
الدكتور محمود محمد الحمصي هو اقتصادي وسفير عراقي شغل عدة مناصب وزارية بالأصالة وبالوكالة عام 1963، حيث شغل منصب وزير المالية والصناعة ووزير التجارة بالوكالة ووزير المالية.
في 21 آب 1963، صدر مرسوم جمهوري يقضي بتعيين الدكتور محمود محمد الحمصي وزيرا للتجارة مكان شكري صالح زكي، وفي في 16 تشرين الثاني 1963، صدر قرار بإسناد منصبي وزيرا الاقتصاد ووزير الصناعة وكالة إليه.
بعد الحركة التي أطاحت بوزارة أحمد حسن البكر الثانية وسيطرة حزب البعث العربي الاشتراكي في 18 تشرين الثاني 1963، أقام في سوريا حتى عام 1970 وقيام حافظ الأسد انقلابه العسكري ووصوله للحكم.

## مؤلفاته
- خطط التنمية العربية واتجاهاتها التكاملية والتنافرية: دراسة في خطط التنمية العربية المعاصرة إزاء التكامل الاقتصادي العربي، 1960 - 1980، صدر سنة 1986.[6]